# 마쓰다이라 스케노부
마쓰다이라 스케노부(일본어: 松平典信, 1629년 3월 18일 ~ 1673년 1월 7일)는 단바 사사야마 번의 제2대 번주이다.
1629년(간에이 6년) 3월 18일, 초대 번주 마쓰다이라 야스노부의 장남으로 셋쓰 다카쓰키(高槻)에서 태어났다. 1652년 2월 7일(게이안 4년 12월 28일), 종5위하 야마토노카미(大和守)에 서임된다. 1669년(간분 9년) 10월 23일, 아버지의 은거로 가독을 이어 제2대 번주가 되었다. 그러나 당주가 되고나서 3년 만인 1673년 1월 7일(간분 12년 11월 20일)에 에도에서 죽었다. 향년 44세.
뒤는 차남 노부토시가 이었다.
| 전임 마쓰다이라 야스노부 | 제8대 가타하라 마쓰다이라 가 당주 1669년 ~ 1673년 | 후임 마쓰다이라 노부토시 |

| 전임 마쓰다이라 야스노부 | 제2대 사사야마 번 번주 (가타하라 마쓰다이라 가) 1669년 ~ 1673년 | 후임 마쓰다이라 노부토시 |